# Церква Покрови Пресвятої Богородиці (Ланівці, УГКЦ)
Церква Покрови Пресвятої Богородиці в Ланівцях — парафія і храм греко-католицької громади Збаразького деканату Тернопільсько-Зборівської архієпархії Української греко-католицької церкви в місті Ланівці Тернопільського району Тернопільської области.

## Історія церкви
У 2000 році правлячий архієрей владика Михаїл Сабрига благословив опіку над вірними на Лановеччині, а 22 лютого 2001 року Тернопільська ОДА офіційно зареєструвала греко-католицьку громаду. Оскільки парафія щойно формувалася, для богослужінь було вирішено переобладнати приміщення колишнього газового складу на каплицю. 9 грудня 2001 року владика Михаїл освятив каплицю, а також місце для майбутнього храму.
Будівництво церкви розпочалося навесні 2002 року під керівництвом виконроба Олександра Гордійчука. Кошти на зведення храму надали Тернопільсько-Зборівська єпархія, протосинкел о. митрат Василій Семенюк, Збаразький деканат та самі парафіяни. Будівництво завершили у 2007 році, і 30 грудня того ж року за участі владики Василія Семенюка та місцевої влади храм було освячено.
При парафії діють: братство Матері Божої Неустанної Помочі, Марійська і Вівтарна дружини, а також спільнота «Матері в молитві».

## Парохи
- о. Мирон Бречко (від 10 травня 2001).